# Tristan Ruhlmann
Pour les articles homonymes, voir Ruhlmann.
Tristan Ruhlmann, né le 16 juillet 1923 à Levallois-Perret (Seine) et mort le 22 juillet 1982 à Brive-la-Gaillarde (Corrèze), est un maître-verrier français.
Né de parents mulhousiens, sa carrière débute en 1946 à Haguenau aux établissements Bohl, rue de la Ferme Falk, dont il exerce la gérance. Dans cette même ville, jusqu'en 1964, il exploite ensuite sa propre entreprise au 3, rue de la Redoute. De 1964 à 1974, il s'installe avec sa famille à Schweighouse-sur-Moder, mais il revient à Haguenau de 1972 à 1974, avant de s'exiler en Sarre où il œuvre jusqu'en 1979. Pour raison de santé, Tristan cesse alors toute activité artistique. 
Il fut l'un des promoteurs de la technique des vitraux en dalle de verre dans du béton. On lui doit notamment la mise au point de la technique du verre sur tranche, qui permet de donner de la finesse au travail de l'artiste. Menant une « vie d'artiste », Tristan a eu toute sa vie la fièvre du voyage. D'abord en Alsace, puis en Corrèze, où il rencontre son épouse, en Alsace à Haguenau, à Schweighouse-sur-Moder et en Allemagne en Sarre. 
Ses œuvres sont dispersées dans le monde entier, de New York à Munich en passant par Paris (Musée d'Art Moderne) Toronto et Coventry (la nouvelle cathédrale). 
En Alsace, ses œuvres peuvent être admirées dans la chapelle du couvent du Bischenberg sur les hauteurs de Bischoffsheim ainsi que dans de nombreuses églises dont celles de Nehwiller-près-Wœrth (église protestante), Hégeney (église Sainte-Marguerite), Niederlauterbach (Chapelle Notre-Dame-du-Chêne), Baerenthal (église Sainte-Catherine), Kriegsheim, Pfettisheim, Betschdorf (église mixte de l'Assomption de la Vierge), Truchtersheim (église Saints Pierre-et-Paul), Hatten, Rittershoffen (vitrail œcuménique), Haguenau (église Saint-Joseph, chapelle Sainte-Philomène, chapelle de la clinique Saint-François, à l'angle de la rue Colomé et du boulevard De Lattre de Tassigny, chapelle Saint Gérard, au 11, route de Wintershouse), Ribeauvillé (chapelle Sainte-Famille), Horbourg-Wihr (église Saint-Michel), Kunheim (église de la Trinité).
En Angleterre, toutes les fenêtres de l'église St Peter in Hall Green,  Birmingham ont été réalisées par Ruhlmann en 1963 et 1970.